# 大宮盆栽村

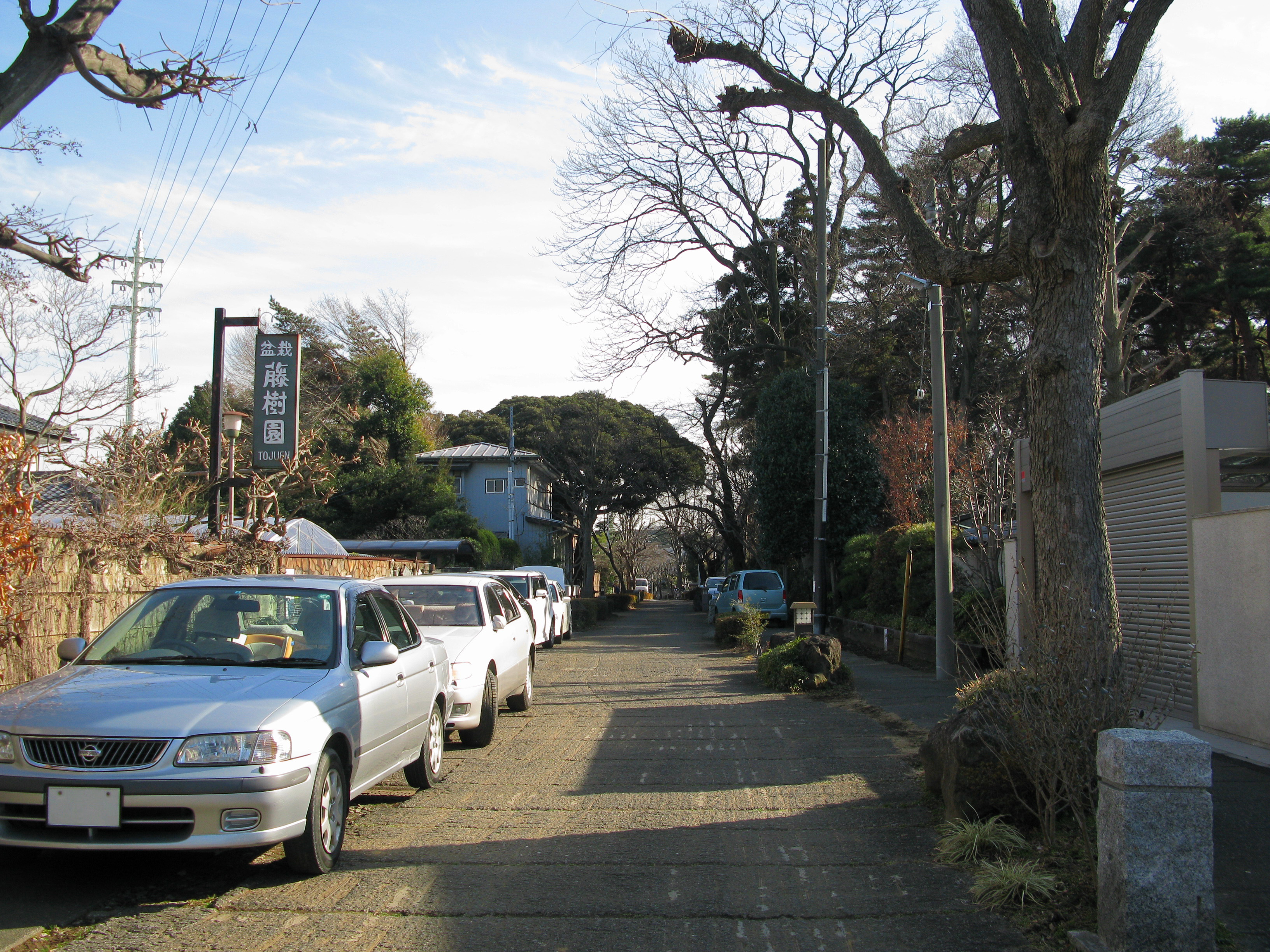
盆栽村のかえで通り（2012年2月）

大宮盆栽村（おおみやぼんさいむら）は、埼玉県さいたま市北区盆栽町にある、盆栽業者が集団移住して形成された地区。単に盆栽村と表記されることもある。

## 沿革
さいたま市北区南部の盆栽町に位置する。盆栽業者と盆栽愛好家が集まる村を目指して作られた経緯があり、現在も数件の盆栽園が残る。1923年（大正12年）の関東大震災で被災した東京・小石川周辺の盆栽業者が当時「源太郎山」と呼ばれていたこの地に移住して形成された地区である。盆栽業者たちは東京の壊滅を機に、煤煙などで汚染された都心を離れて、盆栽栽培に適した広く、清涼な水・空気のある土地に移ることにした。目をつけたのが関東ローム層の良質な赤土に恵まれた、草深い武蔵野の山林地帯であった北足立郡大宮町・大砂土村の町村境付近（現在のさいたま市北区盆栽町の南東部）であり、土地一帯を購入して、東京の先進都市を参考に街づくりをはじめた。
近い将来、自動車が普及することを考えて、当時の住宅地としては過剰に広い区画道路を碁盤の目に整備した。道の両側にはさくら、もみじ、かえで、けやきなどの木々が植えられた。また業者と愛好家のための街づくりを趣旨として、移住者に対して、盆栽を十鉢以上保有（たてまえ）、平屋に限る、生垣にする、門戸は開け放つ、などの条件をつけた。当時、何もない場所に民間人が一から町を作り上げた点で、非常に珍しい存在であった。
1925年（大正14年）ごろ、東京から初めの数件が移り住んで盆栽育成に努力すると、地元の業者や愛好者も刺激されて移り住むようになり、1928年（昭和3年）には盆栽村組合が結成され、以下のような住民協約が結ばれた。
1. ここに居住する人は、盆栽を10鉢以上をもつこと
2. 門戸を開放し、いつでも、誰でも見られるようにしておくこと
3. 他人を見下ろし、日陰を作るような二階建ては作らないこと
4. ブロック塀を作らず、家の囲いはすべて生け垣にすること

1929年（昭和4年）の総武鉄道開業で大宮公園駅至近となり、開村後20年足らずで盆栽村と周辺あわせて30軒もの盆栽園が開かれた。
1940年（昭和15年）11月の町村合併に伴う旧大宮市成立後、17年後の1957年（昭和32年）には、それまで大宮・土手宿・土呂・西本郷にまたがっていた盆栽村一帯をこれらの地域から分離して、全国的にも例がない「盆栽町」とし、以後正式な町名として使用されている。
1940年代に第二次世界大戦が勃発すると、戦時統制の下、盆栽は贅沢品とされて軍や周辺町村から嫌われて圧力がかかり、また村内の若い業者や愛好家の兵役・徴集によって廃業が相次いだ。村は有力盆栽業者を、徴集を避けるために自治会長に据え、たまたま村を訪れた陸軍元帥・寺内寿一の庇護によって圧力をかわしながら細々と盆栽園の営業を続け、終戦を迎えた。
戦後にも、沿道の樹木が燃料として伐採されるなど冷遇されたが、アメリカ軍の爆撃調査団が大宮を訪れた際に村に立ち寄り、盆栽の芸術性を高く評価してアメリカに紹介すると、海外から注目されて外国人が訪れるようになった。また戦後復興とともに盆栽愛好家が再び増加し、経済成長によって観光客の来村も増え、活気を取り戻した。また国際行事の際には日本文化・日本芸術としての盆栽を展示または寄贈する習慣もできあがり、世界的な盆栽普及に貢献した。
1965年（昭和40年）に日本盆栽協会が発足した際、村内の道路には植えられた樹木ごとに「さくら通り」「やなぎ通り」「かえで通り」「けやき通り」「もみじ通り」「しで通り」の名前がつけられた。
2008年（平成20年）には「大宮の盆栽」がさいたま市の伝統産業に指定された。
次第に盆栽町は地価高騰や相続税問題などが要因で廃業する盆栽園が続出し、最盛期には35軒ほどあった盆栽園も2021年（令和3年）現在では以下の6軒を数えるのみとなった。
- 九霞園 ［1929年（昭和4年）〜］ - 古来の手入れを継承し、宮内庁の盆栽も管理する。
- 清香園 ［1943年（昭和18年）〜］ - 人気盆栽家の山田香織が当主継承予定者(5代目)。
- 藤樹園 ［1929年（昭和4年）〜］ - 日本最古の盆栽教室を運営。
- 芙蓉園 ［1925年（大正14年）〜］ - 雑木盆栽の普及者。
- 蔓青園 ［1925年（大正14年）〜］ - 盆栽村を最初に開拓した園のひとつ。
- 松濤園 ［1974年（昭和49年）〜］

## 行事
1984年（昭和59年）より毎年5月3日から5日まで「大宮大盆栽まつり」が開催されている。

## 交通
- 東武野田線（東武アーバンパークライン）大宮公園駅から徒歩3分。駅の北側一帯が盆栽村であるが、南側にしか改札がないので、駅西側の踏切を渡る。
- 東日本旅客鉄道（JR東日本）東北本線（宇都宮線）土呂駅東口から徒歩10分。彩の国さいたま人づくり広域連合自治人材開発センター・さいたま市大宮盆栽美術館方向へ歩き、盆栽美術館を過ぎた先が盆栽町になる。

## 周辺施設

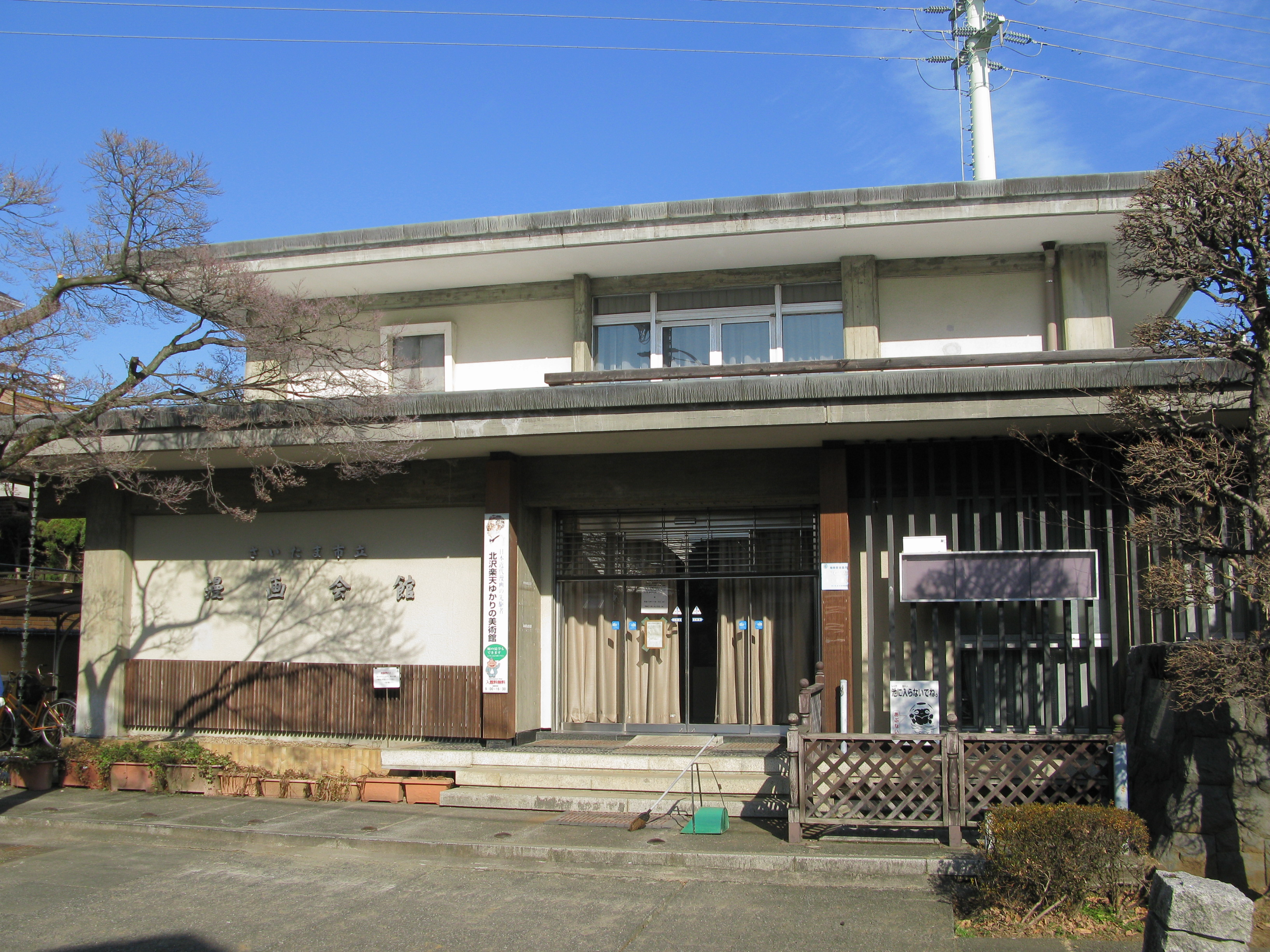
さいたま市立漫画会館 - 晩年を盆栽村で過ごした、日本近代漫画の先駆者と呼ばれる北澤楽天の邸宅・「楽天居」跡に建てられた、公立のとして初の漫画を主な収蔵・展示品とする美術館・記念館。楽天の作品・遺品が展示されている。入館無料。1966年（昭和41年）開館。
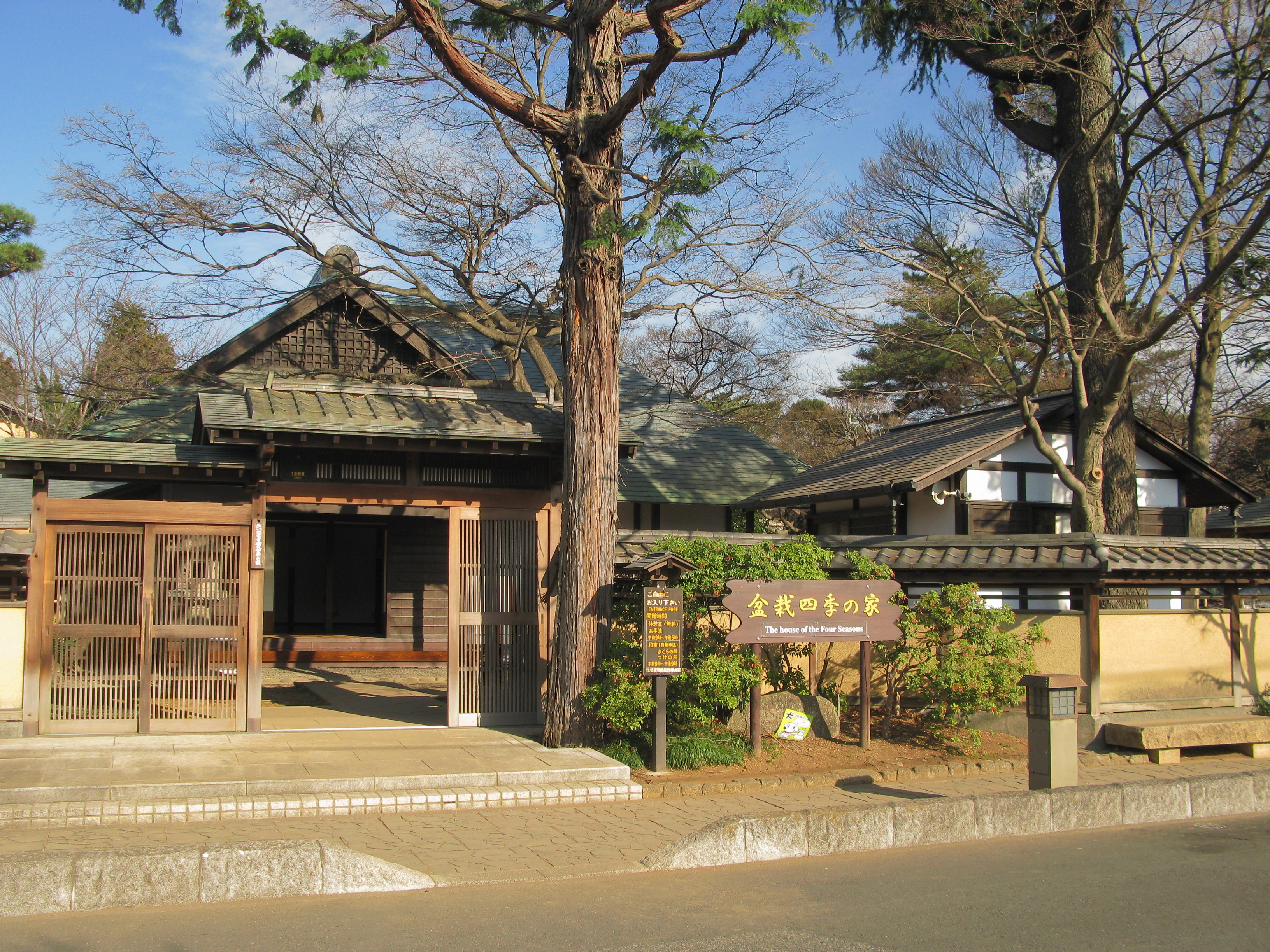
さいたま市盆栽四季の家 - 観光客が盆栽村で休憩するための施設で、無料で利用できる。他に茶会や会合に使える有料予約制の和室がある。1984年（昭和59年）開館。無料駐車場もある。
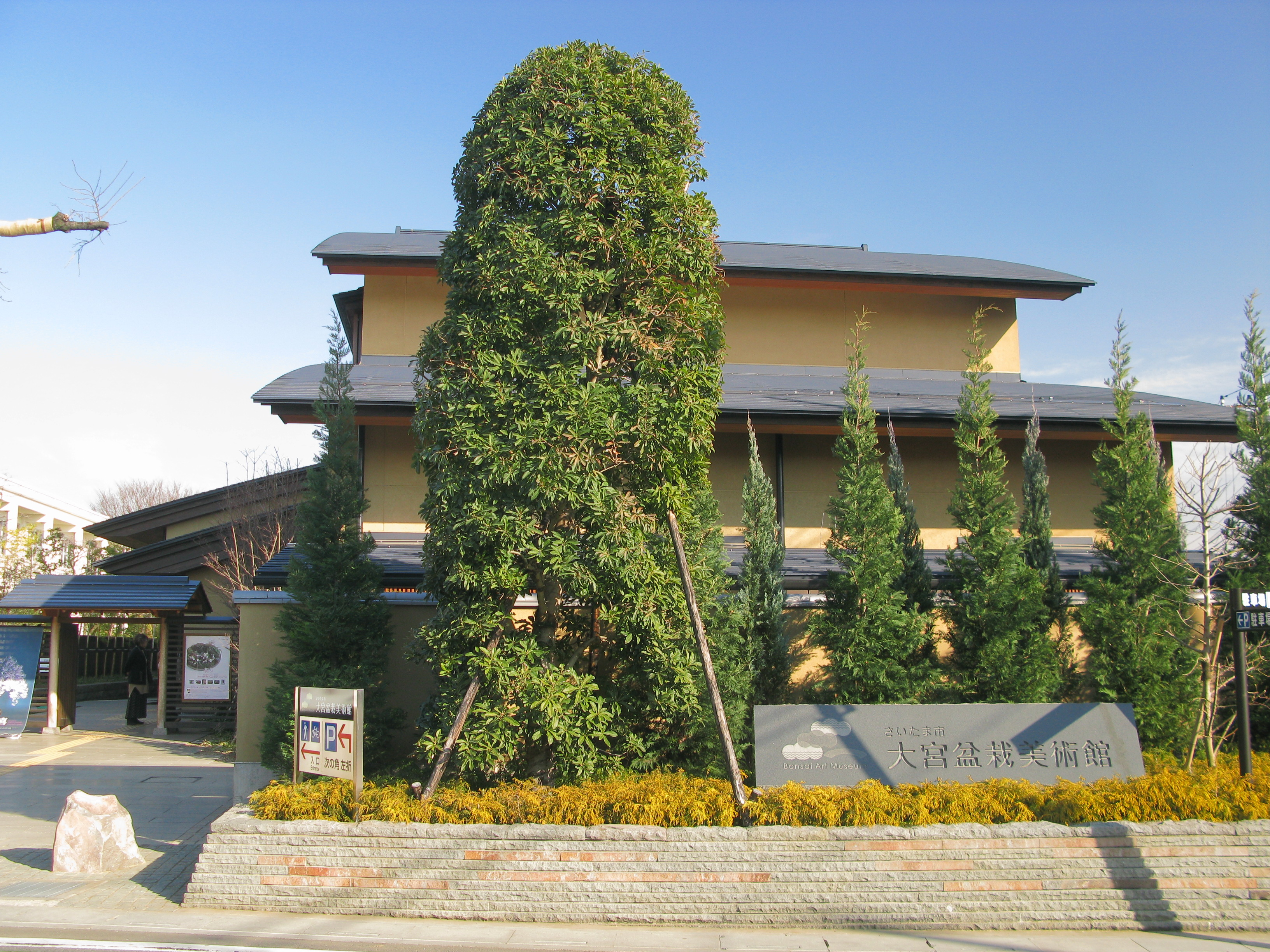
さいたま市大宮盆栽美術館 - 盆栽町ではなく隣町の土呂町に所在する。
- さいたま北部医療センター
- 大宮盆栽町郵便局
- 盆栽町会館
- 植竹幼稚園
- 妙隆寺
- 植竹稲荷社
- 実行教
- 世界救世教いづのめ教団大宮研修センター
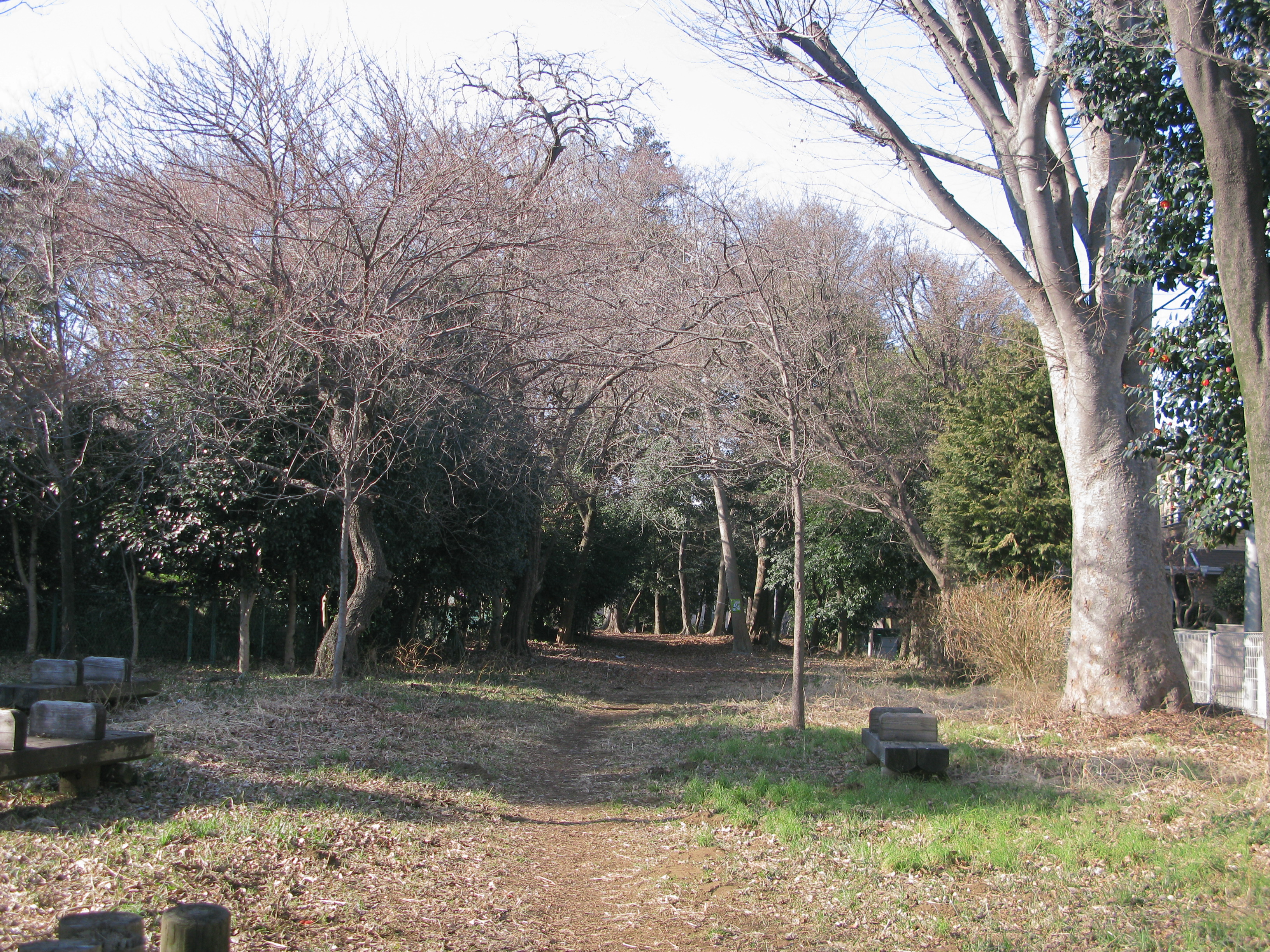
盆栽中央緑地公園
- 盆栽緑地公園
- 盆栽団地公園
- 盆栽第2公園
- 盆栽東公園
- 盆栽西公園

- さいたま市立漫画会館
- 盆栽四季の家
- さいたま市大宮盆栽美術館
- 盆栽緑地公園

## マスコットキャラクター
2014年（平成16年）に盆栽村の有志（ぼんサイくんを育てる会）によって企画され、およそ2015年（平成17年）から活動をしているのが『ぼんサイくん』である。ぼんサイくんは埼玉県内で開催されるゆるキャラ関係のイベントやテレビ番組（『ロバートの秋山竜次音楽事務所』シーズン1の第9回に出演）にも出ている。2019年（令和元年）現在も活動を継続している。